# Philip Holst Cappelen
Philip Holst-Cappelen, född André Simjak 2 december 1965, död 19 juli 2018 i Härnösand,  var en norsk svindlare och kidnappare. Han bytte namn flera gånger, däribland till Andre Christian Wilhelmsen och Philip Sigval Bergersen.. Han hade dock inga släktband med de i Norge inflytelserika familjerna Cappelen, Holst, Wilhelmsen eller Bergesen.
Han dömdes 1986 till 8 års fängelse för kidnappning av Peter Christoffersen, dansk direktör för Baltica. Han krävde 13 miljoner i lösensumma. Efter att det fängelsestraffet var avtjänat fortsatte han att begå nya brott, 1998 dömdes han för id-stölder och bedrägeri för åttonde gången.
Han efterlystes via Interpol och efter ett år på rymmen greps han på Köpenhamns flygplats Kastrup, där han utgav sig för att vara Cubus-direktören Marius Varner Han dömdes 2002 till 4 1/2 års fängelse, och 21 miljoner i ersättning, för 120 brott, bland annat grova bedrägerier. Han rymde under sin första permission från lågsäkerhetsanstalten  Bastøy fängelse på Horten, men avtjänade sedan straffet. På Bastøy knöt han kontakter med andra kriminella, som han senare begick brott med.
Han svindlade av miljardären  Jan Haudemann-Andersen 1,1 miljoner norska kronor 2007, genom att förfalska hans pass. Han greps året därpå i Oslo. 
I mars 2010 blev Holst-Cappelen och 15 andra, däribland flera som han träffat på Bastøy-fängelset.[förklaring behövs] Ligan, som kom att kallas "Plastic fantastic-ligan" hade lyckats ta ut 12,2 miljoner norska kronor från flera offer. Polisen menade att Holst-Cappelen var ligans ledare. Det kriminella nätverket ska med falska körkort, pass och bankkort tömt konton, som tillhörde Norges rikaste. Under perioden 2006–2009 ska 65 bankkunder ha drabbats, de flesta kunder i Den norske Bank. Rättegången pågick till julen 2010, utan  Holst-Cappelen närvarande. I samband med detta polisanmäldes han för att ha lejt en mördare för att döda en av de medåtalande.
Han har varit verksam i Sverige, där han varit hjärnan bakom kidnappningar i Stockholm och Göteborg i en liga som kom att kallas "Lyxligan". År 2011 greps Holst-Cappelen i Spanien, utlämnades till Sverige och dömdes till 18 års fängelse för bland annat människorov och grovt rån.
19 juli 2018 avled han efter att ha hungerstrejkat i sin cell på Saltvik-anstalten i Härnösand.